# ワリス・フセイン
ワリス・フセイン（Waris Hussein, 1938年12月9日 - ）は、イギリスを拠点として活躍するテレビ番組・映画のディレクター。

## 略歴
生まれはインド北部のウッタル・プラデーシュ州ラクナウ。9歳のとき両親とともにイギリスに移住し、クリフトン校 (Clifton College) とケンブリッジ大学で学んだ。
1963年にBBCが製作したSFシリーズ『ドクター・フー』第1シリーズの最初のエピソード「不気味な子どもたち」 (An Unearthly Child) を監督したことで名を上げた。翌1964年には第4シリーズの「マルコ・ポーロ」 (Marco Polo) も担当した。その後も着々とキャリアを積み、1965年にはBBC版『インドへの道』などの演出を手がけた。1990年代にはアメリカ合衆国でもテレビ番組の演出を手がけている。
日本では、映画『小さな恋のメロディ』（1971年）の監督としてのみ、知られている。

## フィルモグラフィー

### 映画
- 愛のふれあい （A Touch of Love 1969年）
- 小さな恋のメロディ （Melody 1971年）